# 黑胸霸鹟
黑胸霸鹟（学名：Taeniotriccus andrei），是雀形目霸鹟科的一种鸟类，属于单型的黑胸霸鹟属（学名：Taeniotriccus）。
黑胸霸鹟体重约9.5克，翼长约57.5毫米，喙宽度约5毫米，喙厚度约4.2毫米，嘴峰长约12.6毫米，跗蹠长约14.3毫米，尾长约44毫米。
黑胸霸鹟是留鸟，栖息在森林，它们是食肉动物，主要以昆虫、蜘蛛等陆生无脊椎动物为食。

## 亚种
- Taeniotriccus andrei andrei，分布在委内瑞拉东南部和巴西亚马孙州西北部。
- Taeniotriccus andrei klagesi，分布在巴西亚马逊河东岸。[4]